# Boris Christoff
Pour les articles homonymes, voir Christof et Christoff.
Répertoire
- Méphistophélès dans le Faust, de Gounod
- Boris Godounov de Moussorgski
- Philippe II dans Don Carlos de Verdi

Boris Christoff (en bulgare : Борис Христов), est un chanteur d'opéra (basse) bulgare, né à Plovdiv le 18 mai 1914 et mort à Rome le 28 juin 1993.

## Voix
Son timbre unique, doté d'une palette vocale remarquable, allié à un tempérament dramatique naturel, ont fait de lui une des plus grandes basses du XXe siècle. Il est devenu mondialement célèbre en tant qu'interprète d'œuvres comme Faust de Gounod dans le rôle de Méphistophélès, Boris Godounov  de Modeste Moussorgski et des opéras de Giuseppe Verdi, notamment dans le rôle de Philippe II du Don Carlos, immortalisé dans la mise en scène de Luchino Visconti.

## Biographie
Né à Plovdiv, la plus ancienne ville d'Europe, de parents bulgares, le jeune Boris fut très tôt baigné dans le monde musical. Son grand-père, Hristo Sovichanov, était un célèbre chanteur à Bitola (alors dans l'Empire ottoman). Тоut les trois enfants de Hristo étaient de bons chanteurs, Kiril (le père de Boris Christoff) était un ténor, chantait dans des chœur laïques et religieuses, chantait également pour Radio Sofia et pour l'Institut de musique de l'Académie bulgare des sciences,.  
Jeune homme, il chantait dans le célèbre chœur Gusla. En 1938, il a obtenu son diplôme en droit et a commencé une carrière de magistrat. Il a continué à chanter pendant son temps libre dans la chœur Gusla, obtenant un grand succès en tant que soliste de chorale en 1940 ; il a également chanté dans le chœur de la cathédrale Saint-Alexandre-Nevski de Sofia et dans le Chœur académique. Sa voix particulièrement ample et mélodieuse lui valut cependant une telle admiration qu'en 1942, l'État bulgare lui proposa une bourse d'études afin d'étudier le chant et perfectionner son art en Italie. Le Roi Boris III de Bulgarie, impressionné par sa voix, lui confia non sans humour : « Nous avons trop de juristes dans ce pays et pas assez de chanteurs ! ». Boris Christoff, sur les conseils d'un autre grand Boris, alla donc étudier à Rome.

### Formation
Le baryton Giuseppe De Luca le présente à un autre baryton, non moins célèbre, Riccardo Stracciari, qui lui prodigue son enseignement pendant deux ans.
Au début de leur collaboration, Stracciari est persuadé d'en faire un baryton comme lui, tant sa facilité à monter dans l'aigu est déconcertante. Mais sa voix imposante de basse est bel et bien là.

### Les débuts
Il débuta, après quelques apparitions officieuses, en 1946, à Reggio de Calabre, dans le rôle de Colline dans La Bohème. Le succès fut immédiat. Il dut d'ailleurs répéter trois fois son air Vecchia zimmara.
Dans les années 1950 et 1960, il atteignit, sur la scène internationale, le zénith de sa carrière. Dès lors, il fut entouré des meilleurs artistes de son époque : Maria Callas, Renata Tebaldi, Franco Corelli, Tito Gobbi. Les grands chefs d'orchestre étaient tous très désireux de pouvoir travailler et, bien sûr, d'enregistrer avec lui comme Vittorio Gui et Issay Dobrowen.
Il devient alors artiste officiel de la firme EMI, qui participa à sa légende en lui faisant graver ses plus beaux rôles.
André Cluytens, un de ses grands admirateurs, lui fit enregistrer le rôle de Boris Godounov (un premier enregistrement était pourtant déjà sur le marché, avec bien sûr Christoff et Dobrowen à la baguette), et dans les deux cas la basse bulgare chanta les trois rôles de basses (Pimen, Varlaam et Boris).
C'est encore Cluytens qui lui fit immortaliser (toujours deux fois !) son Méphistophélès de Faust de Gounod, avec deux autres très grands chanteurs, Victoria de Los Angeles et Nicolai Gedda. La scène de l'église où le diable interpelle Marguerite est d'anthologie.
Boris Christoff avait cette capacité à ne pas décharger toute son énergie devant un micro (comme beaucoup de chanteurs-acteurs d'après-guerre), sachant doser savamment son art du chant, capable d'alterner clairs obscurs, piani, forte, avec une précision chirurgicale comme très peu de chanteurs ont su le faire.

### Le monstre sacré
Sur scène sa présence était électrique, se concentrant uniquement sur son chant, économe en gestes, mais d'un port naturellement royal, il captivait l'attention.
Un critique italien qui le vit chanter le rôle d'Ivan Soussanine à la Scala dit de lui: « Quand Boris Christoff chanta le grand air de Soussanine, ce n'était plus lui que l'on écoutait, mais le chant même transformé en poésie ».
L'artiste grava d'ailleurs ce rôle avec Igor Markevitch, peut-être un de ses plus beaux enregistrements (il y retrouve une nouvelle fois Nicolaï Gedda).
Son enregistrement des mélodies russes (et pas uniquement de Moussorgsky), effectué sur plusieurs années, demeure l'un des trésors de l'histoire du disque.
Boris Christoff passa le plus gros de sa carrière en Europe, surtout en Italie, mais aussi au Covent Garden de Londres, où il venait chanter régulièrement, notamment le rôle de Boris Godounov et à Paris.
En 1950, victime comme tant d'autres artistes de la politique anticommuniste de l'Amérique d'après-guerre, il se vit refuser l'accès sur le territoire nord-américain alors qu'il devait inaugurer la saison du Metropolitan Opera en chantant Philippe II de Don Carlo. Il ne vint aux États-Unis qu'à partir de 1956 pour interpréter Boris Godounov au San Francisco Opera. Les Américains l'adoptèrent et de nombreux engagements s'ensuivirent : Washington, Miami, Philadelphie, Boston, et bien sûr New York.
Son répertoire comptait 120 rôles, parmi lesquels Boris Godounov qu'il chanta environ 600 fois.

### Les dernières années
Il donne son dernier concert le 22 juin 1986, à l'âge de 72 ans, à l'Académie Bulgare de Rome. Retiré dans sa villa de Buggiano en Toscane, il décède d'une longue maladie le 28 juin 1993 à Rome. Son corps, rapatrié à Sofia, reçut des obsèques nationales dans la cathédrale Saint-Alexandre-Nevsky.